# 쩌우타인현 (끼엔장성)
쩌우타인현(베트남어: Huyện Châu Thành / 縣周城)은 베트남 메콩강 삼각주 끼엔장성의 현이다.

## 행정 구역
쩌우타인현은 1시진, 9사를 관할하고 있다.

### 시진
- 민르엉 시진 (Thị trấn Minh Lương, 明良市鎭)

### 사
- 몽토 사 (Xã Mong Thọ, 蒙壽社)
- 몽토A사 (Xã Mong Thọ A, 蒙壽A社)
- 몽토B사 (Xã Mong Thọ B, 蒙壽B社)
- 타인록 사 (Xã Thạnh Lộc, 盛禄社)
- 지욱뜨엉 사 (Xã Giục Tượng, 育象社)
- 빈호아히엡 사 (Xã Vĩnh Hòa Hiệp, 永和協社)
- 빈호아푸 사 (Xã Vĩnh Hòa Phú, 永和富社)
- 빈안 사 (Xã Bình An, 平安社)
- 민호아 사 (Xã Minh Hòa, 明和社)